# حضارة فالديفيا
حضارة فالديفيا أو ثقافة فالديفيا (بالإنجليزية: Valdivia culture)‏ هي واحدة من أقدم الثقافات المستقرة التي سجلت في الأمريكتين. وتطورت من ثقافة لاس فيغاس المبكرة، وازدهرت في شبه جزيرة سانتا إيلينا قرب مدينة فالديفيا في الإكوادور بين عام 3500 قبل الميلاد وعام 1800 قبل الميلاد.

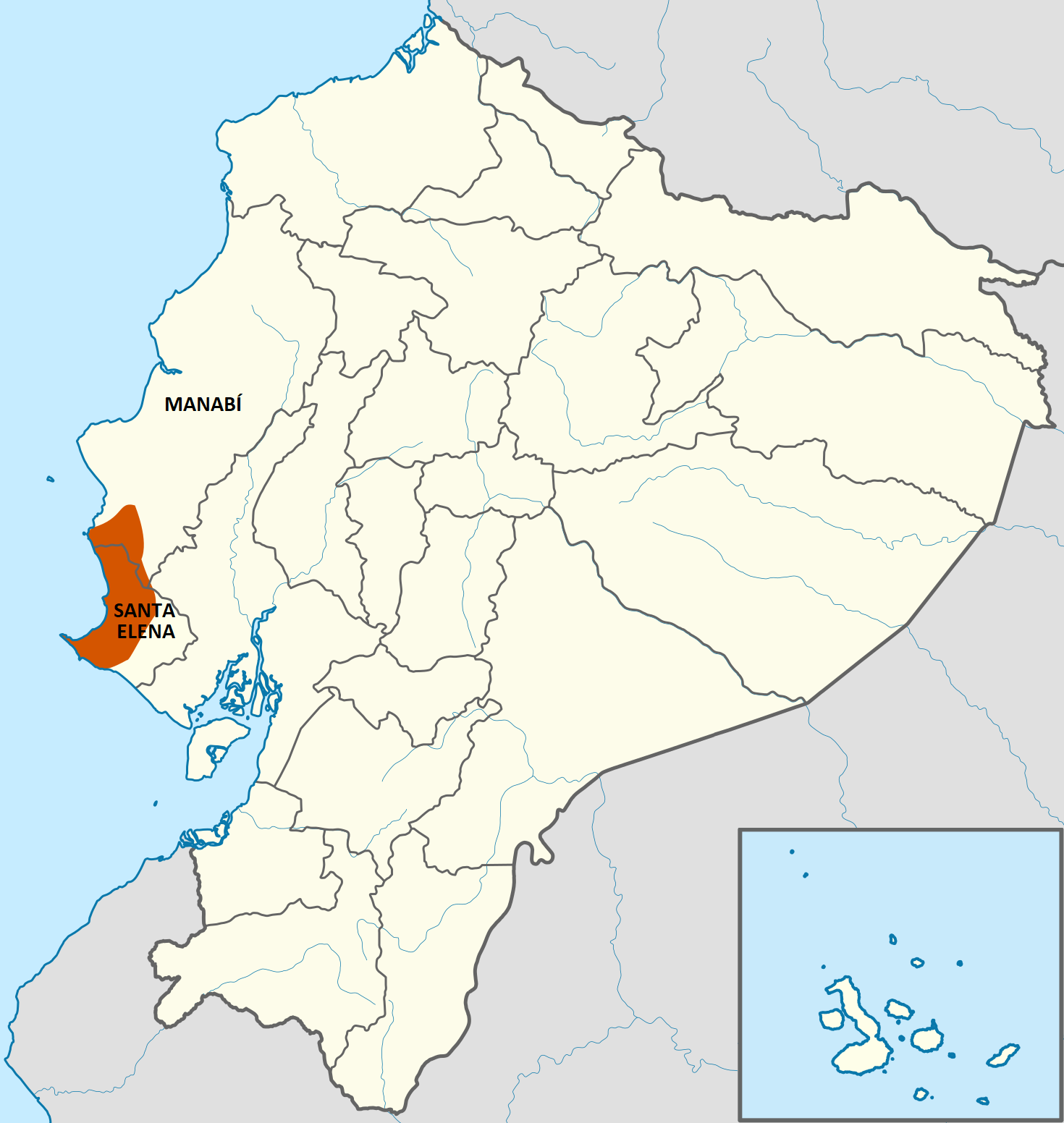
خريطة للثقافة الفالديفية

تم اكتشاف خريطة الثقافة الفالديفية في عام 1956 من قبل عالم الآثار الإكوادوري استرادا اميليو. واقترح استناداً إلى المقارنة بين البقايا الأثرية وأنماط الفخار (على وجه التحديد)، والتشابه بين الفخار الفالديفي وثقافة جومون القديمة في جزيرة كيوشو في اليابان، قام استرادا جنباً إلى جنب مع عالمة الآثار الأمريكية بيتي ميغرس باستنتاج وجود علاقة بين شعب الإكوادور وشعب اليابان في العصور القديمة. وكان جزء من النظرية يعتمد على التجارة اليابانية التي كانت موجودة عبر المحيط الهادئ. وكانت هذه النظرية المثيرة للجدل لا تستند على أي دليل بوجود الاتصال بين الاثنين ولا تزال غير معتمدة داخل المجتمعات الأثرية.
عاش الفالديفيون في مجتمع يبني منازله على شكل دائرة أو شكل بيضاوي حول ساحة مركزية، وكانت الناس المستقرة التي تعيش على الزراعة وصيد الأسماك، وأحياناً أيضاً ذهبت لصيد الغزلان. 
من الرفات التي تم العثور عليه، وتقرر أن النباتات الفالديفية المزروعة كانت الذرة والفاصوليا والكوسا والمنيهوت والفلفل الحار ونباتات القطن، وهذه الأخيرة كانت تستخدم لصنع الملابس.

## وصلات خارجية
- الثقافة الفالديفية
- علم الآثارالإكوادوري
- صخور فالديفية مطلية